# Douglas-Raum
Der Douglas-Raum (lateinisch excavatio rectouterina; im Medizinerjargon auch kurz „Douglas“) ist bei der Frau eine taschenförmige Aussackung des Bauchfells (Peritoneum) zwischen Mastdarm hinten und Gebärmutter (Uterus) vorne und reicht bis an das hintere Scheidengewölbe heran. Beim Mann entspricht diese Bauchfellnische dem spaltförmigen Raum zwischen Rektum und Blase, genannt Excavatio rectovesicalis bzw. Proust-Raum. Die Excavatio rectouterina der Frau bzw. die Excavatio rectovesicalis beim Mann stellt damit beim stehenden und sitzenden Menschen die tiefste Stelle der Bauchhöhle dar. Entzündungen und maligne Prozesse im Bauchraum können der Schwerkraft folgend hierher absteigen, abtropfen und sich dort abkapseln.
Die Bezeichnung Douglas-Raum für die untere Bauchfellausstülpung verbindet diese spaltenartige Höhle namentlich mit dem Erstbeschreiber, dem englischen Anatomen, Chirurgen und Geburtshelfer James Douglas (1675–1742).

## Anatomie

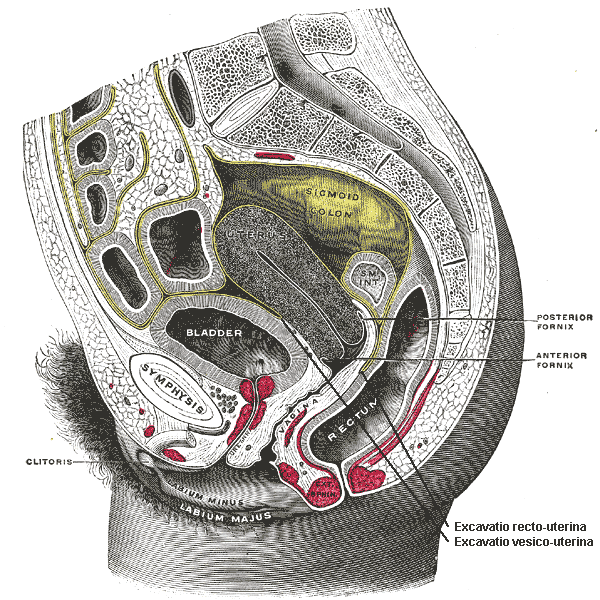
Lage des Douglas Raumes – in der Zeichnung mit Excavatio recto-uterina beschriftet

Der Douglas-Raum der Frau wird von folgenden Strukturen begrenzt:
- vorne (ventral) von der Hinterwand der Gebärmutter und dem hinteren Scheidengewölbe
- unten (kaudal) von der Plica rectouterina
- hinten (dorsal) vom Mastdarm

Beim Mann hingegen begrenzen die entsprechende Excavatio rectovesicalis:
- vorne (ventral) die Harnblase
- unten (kaudal) die Plica rectovesicalis
- hinten (dorsal) der Mastdarm

In der Veterinäranatomie wird der Begriff Douglas-Raum nicht verwendet, sondern der Terminus Excavatio rectogenitalis. Im Gegensatz zum aufrecht stehenden Menschen stülpt sich diese Bauchfellnische nach hinten (kaudal) vor. Ihre Grenzen sind:
- oben (dorsal): Mastdarm
- unten (ventral): Gebärmutter bzw. Samenleiter, Plica genitalis (Ligamentum latum uteri)
- seitlich (lateral): innere Beckenwand
- hinten (kaudal): retroperitonealer Teil der Beckenhöhle („Beckenausgang“)

## Diagnostik und Therapie

### Douglas-Punktion
Der Douglas-Raum kann über die Scheide (Kuldozentese) und auch durch die Bauchwand punktiert werden. Dies geschieht in der Regel zur Keimbestimmung bei Peritonitis, zur zytologischen Diagnostik von malignen Erkrankungen bei Aussaat über den Bauchraum (Peritonealkarzinose) oder zur Bestätigung von intraperitonealen Blutungen. Auch Spülungen und Entlastungen eines Douglas-Abszesses können so vorgenommen werden.
Beim Mann führt der einzig direkte Weg, die Excavatio rectovesicalis zu punktieren, über den Mastdarm. Zunehmend häufiger – zumindest außerhalb des gynäkologischen Fachgebiets – wird eine CT-gestützte Punktion durch die Bauchwand vorgenommen.

### Douglasoskopie
Bei der Douglasoskopie (syn. Kuldoskopie) wird ein Endoskop über das hintere Scheidengewölbe in den Douglas-Raum eingeführt. Dadurch können die Organe des kleinen Beckens (z. B. Eierstock, Adnexe) eingesehen und eine Gewebeentnahme vorgenommen werden. Auch Spülungen des Eileiters sind über diesen Zugang möglich.

### Laparoskopie
Bei einer Bauchhöhlenspiegelung können, sofern Verwachsungen dies nicht verhindern, ein Einblick und therapeutische Maßnahmen im Douglasraum vorgenommen werden. Dies geschieht unter Vollnarkose.

## Erkrankungen im Douglas-Raum

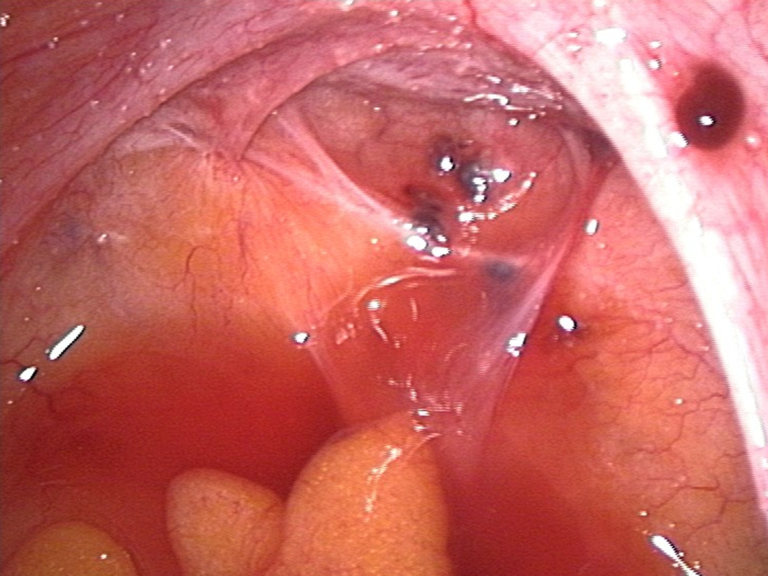
Verwachsungen im Douglas-Raum infolge einer Endometriose

### Endometriose
Das Bauchfell des Douglas-Raumes wird bei einer Endometriose häufig befallen. Hier finden sich bei 28 % der Patientinnen entsprechende Herde.

### Douglas-Abszess
Bei Entzündungen in der Bauchhöhle (perforierte Appendizitis, Peritonitis anderer Ursache) oder im kleinen Becken (z. B. Adnexitis) kann eitriges Exsudat in den Douglas-Raum absteigen, sich dort abkapseln und so einen Abszess, den Douglas-Abszess, bilden. Dieser muss mittels Punktion (siehe oben) entleert werden.

### Douglasozele
Bei der Douglasozele handelt es sich um einen inneren Eingeweidebruch (Hernie) in den Douglas-Raum. In der Regel findet sich dann eine prallelastische Vorwölbung im hinteren Scheidendrittel. Die Douglasozele geht in der Regel mit einer Gebärmuttersenkung (Descensus uteri) und eventuell mit einer Rektozele einher.